# Sugawara no Michizane
Sugawara no Michizane (japonais : 菅原道真, 845 - 26 mars 903), connu également sous le nom de Kan Jōshō (菅丞相), Tenjin Sama (天神様), Tenmangū (天満宮) ou Kanke (菅家) dans le Hyakunin-Isshu, est un lettré, poète et personnalité politique du Japon de l'époque de Heian. On le considère comme un excellent poète, en particulier dans le domaine de la poésie chinoise. Il est le petit-fils de Sugawara no Kiyotomo (770-842) (connu sous le nom de Owari no suke et daigaku-no-kami).
Ministre de l'empereur Daigo, il est contraint de s'exiler à Kyūshū sous la pression de la puissante famille Fujiwara. Réhabilité après sa mort, il est vénéré par les Japonais qui en font le dieu de la culture nommé Tenjin. Les étudiants japonais ont l'habitude d'invoquer ce personnage déifié pour leur porter chance aux examens.

## Biographie

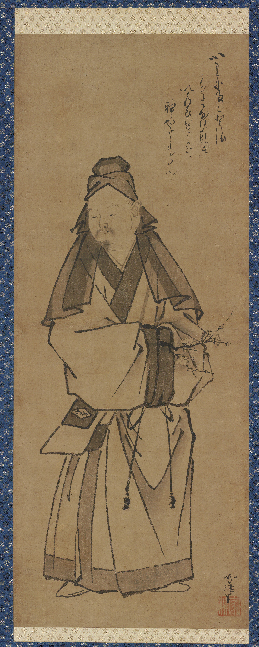
Tenjin (Michizane) en route pour la Chine, fin du XVe siècle par Sesshin, époque de Muromachi, encre sur papier, conservé à la Smithsonian Institution

Sugawara no Michizane naît dans une famille d'érudits qui porte le titre héréditaire d'ason (朝臣) antérieur au système Ritsuryō et à son ordre de classement des membres de la cour. Son grand-père, Sugawara no Kiyotomo, sert la cour où il enseigne l'histoire à l'école nationale des futurs fonctionnaires et atteint même le 3e rang. Son père, Sugawara no Koreyoshi, fonde une école privée dans sa maison et enseigne aux étudiants qui se préparent à l'examen d'entrée à l'école nationale ou qui ont l'ambition d'être officiers de la cour, dont son propre fils Michizane.
Michizane passe l'examen d'entrée et intègre le Daigaku-ryō, comme est appelée l'Académie nationale à l'époque. Après ses études, il commence sa carrière à la cour en tant que lettré au rang relativement prestigieux de sixième supérieur ainé en 870. Son rang coïncide avec son rôle d'abord comme fonctionnaire subalterne de la bureaucratie de la cour au sein du ministère des Affaires civiles. En 874, Michizane atteint le cinquième rang (son père le quatrième rang) et sert brièvement au ministère de la Guerre avant d'être transféré vers un poste plus désirable au ministère des Affaires populaires. Sa formation et sa compétence en chinois classique et en littérature lui offrent de nombreuses occasions de rédiger des édits et des correspondances pour les fonctionnaires de la cour, en plus de ses fonctions subalternes. Les archives montrent qu'à cette époque, il compose trois pétitions pour Fujiwara no Yoshifusa ainsi que pour l'empereur. Michizane prend également part à la réception de délégations en provenance du royaume de Balhae, réceptions à l'occasion desquelles les compétences de Michizane avec la langue chinoise s'avèrent également utiles dans les échanges diplomatiques et les échanges de poésie. En 877, il est affecté au ministère des Cérémonies, ce qui lui permet plus qu'auparavant de s'occuper des questions éducatives et intellectuelles.
En plus de ses fonctions à la cour, il dirige l'école qu'a fondée son père, le Kanke Rōka (菅家 廊下, littéralement « Salle de la famille Sugawara »). En 877, il est promu professeur de littérature à l'Académie puis nommé au Doctorat de Littérature (文章博士, monjō hakushi), plus haute charge de professeur au Daigaku. Cette fonction est considérée comme la plus haute distinction qu'un historien puisse atteindre.
En 886, Sugawara est nommé gouverneur de la province de Sanuki. La recherche moderne montre que de nombreux fonctionnaires de la cour, s'ils n'ont pas un poids suffisant, sont affectés au moins pendant un mandat dans une province éloignée, et Michizane ne fait pas exception. Pendant sa tenure de quatre ans dans la province, la production de poésie informelle de Michizane augmente et un quart environ de sa poésie encore existante est composé au cours de cette époque relativement brève. Ses fonctions consistent entre autres, sur la base de documents limités, à visiter la province, à recommander des personnes exceptionnelles à la cour et à punir si besoin. En 887, Michizane doit demander aux bouddhas et kami shinto d'aider à soulager la sécheresse qui sévit à l'époque. Les archives de l'époque indiquent que la mission de Michizane comme gouverneur se solde par un médiocre succès.
Alors qu'il est gouverneur, un conflit politique survient entre l'empereur Uda et Fujiwara no Mototsune appelé l'incident Akō (阿衡事件, akō jiken) en 888 relativement au rôle peu clair de Mototsune à la cour après l'accession au trône de l'empereur. Michizane, en défense des érudits de la cour, envoie une lettre de censure contre Mototsune et gagne la faveur de l'empereur Uda. Son mandat de gouverneur achevé en 890, Michizane revient à la cour à Kyoto. Dans le cadre des luttes de l'empereur Uda pour restaurer le pouvoir de la famille impériale, à l'abri des Fujiwara, un certain nombre de fonctionnaires issus de familles non-Fujiwara sont promus à des postes clés, dont de rejetons impériaux dans la famille Minamoto et Sugawara no Michizane lui-même. Lors d'une rapide série de promotions commençant en 891, Michizane accède au troisième rang supérieur en 897. Selon un document signé de Michizane en 894, il occupe déjà les postes suivants à la cour :
- Ambassadeur auprès de la dynastie Tang.
- Consultant
- Assistant enquêteur des dossiers des fonctionnaires sortants
- Quatrième rang inférieur junior
- Contrôleur principal de la gauche
- Ministre adjoint principal surnuméraire des cérémonies
- Maître assistant de la maison du prince héritier (plus tard empereur Daigo)

Il est nommé ambassadeur en Chine dans les années 890 mais en vient à soutenir l'idée de l'abolition des missions japonaises en Chine impériale en 894, peut-être en considération du déclin de la dynastie Tang. Mais une possible arrière-pensée peut-être mise au compte de l'ignorance presque complète de Michizane du chinois parlé ; la plupart des Japonais de l'époque ne peuvent que lire le chinois et ne savent presque rien de la langue parlée. Michizane, en tant qu'ambassadeur désigné en Chine, aurait dû affronter une potentielle perte de face s'il avait été forcé de dépendre d'un interprète.
Après l'abdication de l'empereur Uda, la position de Michizane devient de plus en plus vulnérable. En 901, à la suite des manœuvres politiques de son rival Fujiwara no Tokihira, Michizane est rétrogradé de son rang aristocratique de deuxième junior à un poste officiel mineur au dazaifu de la province de Chikuzen du Kyūshū. Après sa mort solitaire, lèpre et sécheresse se répandent et les fils de l'empereur Daigo meurent l'un après l'autre. La « Salle des Grandes Audiences » du palais impérial (shishinden) est frappée à plusieurs reprises par la foudre et la ville connaît des semaines de pluies torrentielles et d'inondations. Attribuant cela à l'esprit en colère de Sugawara en exil, la cour impériale construit à Kyoto un sanctuaire shinto appelé Kitano Tenman-gū et le lui consacre. Son rang et sa fonction sont rétablis à titre posthume et toute mention de son exil est retirée des documents. Vers 940, son petit-fils Arimi在躬 () compose une biographie posthume, le Kitano Tenjin goden (北野天神御伝), livre fondamental pour son hagiographie. Même cela n'est pas suffisant et, vers 970, Sugawara est déifié comme tenjin-sama, ou kami des études. De nos jours encore, beaucoup de sanctuaires shinto au Japon lui sont consacrés.
L'empereur Uda arrête la pratique consistant à envoyer des ambassadeurs en Chine. La décision de l'empereur est motivée par ce qu'il entend des conseils persuasifs de Sugawara no Michizane.

## Poésie
Michizane possède un talent exceptionnel pour la poésie, à la fois pour les kanshi (poésie chinoise) et les waka (poésie japonaise).
Son intérêt principal se porte sur les kanshi parce qu'à cette époque l'immersion dans la culture chinoise est considérée comme preuve de raffinement et d'érudition. Comme son excellence à la composition de kanshi est bien connue à la cour, l'empereur Daigo lui suggère de compiler ses poèmes chinois et par conséquent il publie Kanke Bunsō (菅家文草, littéralement « Poésie chinoise de la Maison de Sugawara ») et le dédicace-t-il à l'empereur en 900. Même après sa rétrogradation au poste de vice-gouverneur du dazaifu, continue-t-il avec ardeur à composer des kanshi et les compile-t-il dans le Kanke Kōshū (菅家後集, lit. « Anthologie ultérieure de la Maison de Sugawara) en 903, juste avant de mourir.
Non seulement est-il renommé pour ses kanshi mais il est également reconnu comme l'un des plus grands poètes de waka de l'histoire puisque l'un d'entre les siens est recueilli de nouveau dans l'Ogura Hyakunin Isshu, anthologie classique des cent meilleurs waka jusqu'au XIIIe siècle :
« このたびは　幣もとりあへず　手向山 紅葉の錦　神のまにまに »
Kono tabi wa / nusa mo toriaezu / tamuke yama / momiji no nishiki / kami no mani mani.
Traduction libre : Comme je suis occupé à ce voyage, cette fois je n'ai pu préparer de nusa (offrande pour les dieux dans le shinto) en offrande. Au lieu de cela, j'offre ces feuilles d'automne du mont Tamuke, aussi belles que du brocart. Puissent les dieux accepter mon offrande. (Note : il y a deux jeux de mots (kakekotoba) dans ce poème : kono tabi pour « ce voyage » (この旅) et « cette fois » (この度) et tamuke pour « offrande » (手向ける, tamukeru) et « mont Tamuke » (手向山, tamuke yama)) - (source Kokin Wakashū 9:420, Ogura Hyakunin Isshu 24.)

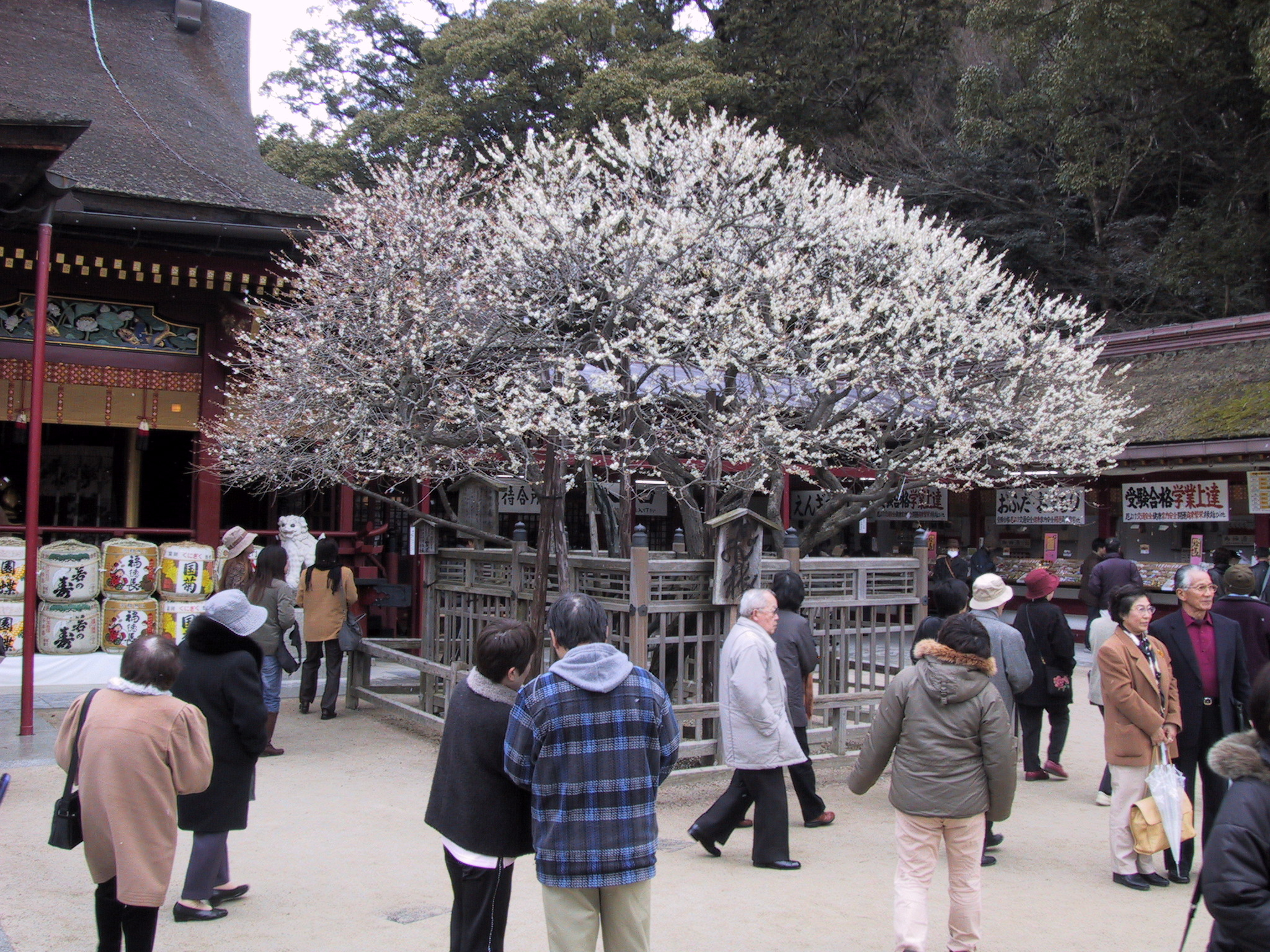
Tobi-ume ou le « prunier volant » au Dazaifu Tenman-gū

Un autre de ses célèbres waka est un poème écrit en 901 juste avant son départ de Kyoto pour le Daizaifu en raison de sa rétrogradation. Il ressent une profonde tristesse à la pensée de ne jamais revoir son précieux prunier dans sa résidence à Kyoto et en parle affectueusement :
« 東風吹かば　にほひをこせよ　梅の花　主なしとて　春を忘るな »
Kochi fukaba / nioi okose yo / ume no hana / aruji nashi tote / haru o wasuru na.
Traduction libre : Lorsque souffle le vent de l'est, épanouissez-vous en pleine floraison, vous, fleurs de prunier! Même si vous perdez votre maître, ne soyez pas oublieuses du printemps. (Note : nioi okose yo peut être interprété comme « diffuser votre parfum » plutôt que « s'épanouir en pleine floraison », même si une telle utilisation du mot nioi pour « parfum » ou « odeur » est relativement moderne et rare à l'époque classique) - (Source Shūi Wakashū 16:1006.)
Une légende romanesque dit que le prunier aimait tellement son maître qu'il a finalement volé jusqu'au temple et cet arbre est désormais connu sous le nom Tobi-ume (飛梅, le « prunier volant ») au Dazaifu Tenman-gū (sanctuaire consacré à son maître). Une légende plus réaliste rapporte que Michizane ou son ami ont transplanté son semis au temple Daizaifu.